# NeoGeo Battle Coliseum
NeoGeo Battle Coliseum (ネオジオバトルコロシアム, neojio batoru koroshiamu) est un jeu vidéo de combat développé et édité par SNK Playmore, sorti en 2005 sur Atomiswave et a ensuite été porté sur PlayStation 2.
Le jeu est un crossover qui reprend les personnages des différentes licences que possède SNK Playmore.

## Système de jeu
Le système de jeu de Neo Geo Battle Coliseum se rapproche de SNK vs. Capcom: SVC Chaos. Les combats opposent deux équipes de deux personnages. Chaque joueur a à disposition 5 boutons: coup de poing et coup de pied faible et fort, le dernier étant réservé au changement de personnage au sein de l'équipe.
Chaque équipe dispose d'une jauge de Fury, qui se remplit au fur-et-à mesure des coups portés. Elle permet de déclencher des furies une fois un certain niveau atteint. Le système d'enchaînements est quasiment similaire à celui de la série The King of Fighters et nécessite un certain timing.

## Personnages
| Personnage                                         | Jeu d'origine                               |
| -------------------------------------------------- | ------------------------------------------- |
| Yuki                                               | Personnage original                         |
| Ai                                                 | Personnage original                         |
| Kyo Kusanagi                                       | Série The King of Fighters                  |
| Iori Yagami                                        | Série The King of Fighters                  |
| K'                                                 | The King of Fighters '99: Millennium Battle |
| Shermie                                            | The King of Fighters '97                    |
| Terry Bogard (design de Garou: Mark of the Wolves) | Série Fatal Fury                            |
| Mai Shiranui                                       | Fatal Fury 2                                |
| Kim Kaphwan                                        | Fatal Fury 2                                |
| Geese Howard                                       | Série Fatal Fury                            |
| Tung Fu Rue                                        | Fatal Fury: King of Fighters                |
| Jin Chonshu                                        | Fatal Fury 3: Road to the Final Victory     |
| Jin Chonrei                                        | Fatal Fury 3: Road to the Final Victory     |
| Rock Howard                                        | Garou: Mark of the Wolves                   |
| Hotaru Futaba                                      | Garou: Mark of the Wolves                   |
| Mr Karate                                          | Buriki One                                  |
| Robert Garcia                                      | Série Art of Fighting                       |
| Mr Big                                             | Art of Fighting                             |
| Lee Pai Long                                       | Art of Fighting                             |
| Haohmaru                                           | Série Samurai Shodown                       |
| Nakoruru                                           | Série Samurai Shodown                       |
| Genjuro Kibagami                                   | Samurai Shodown II                          |
| Shiki                                              | Samurai Shodown 64                          |
| Asura                                              | Samurai Shodown 64: Warriors Rage           |
| Kaede                                              | The Last Blade                              |
| Moriya Minakata                                    | The Last Blade                              |
| Akari Ichijo                                       | The Last Blade                              |
| Keiichiro Washizuka                                | The Last Blade                              |
| Hanzo                                              | World Heroes                                |
| Fuuma                                              | World Heroes                                |
| Mudman                                             | World Heroes 2                              |
| Kisarah Westfield                                  | Aggressors of Dark Kombat                   |
| Cyber Woo                                          | King of the Monsters 2: The Next Thing      |
| Marco Rossi                                        | Série Metal Slug                            |
| Mars People                                        | Série Metal Slug                            |
| Athena                                             | Athena                                      |